# 東川町
東川町（ひがしかわちょう）は、北海道上川総合振興局にある町。

## 概要
北海道のほぼ中央に位置しており、東川町の中心部から旭川市の中心部までは約13 km、旭川空港までは約7 kmのアクセスになっている。大雪山の雪解け水が長い年月を経て地下水となって麓の町まで運ばれてきているため、東川町は北海道唯一で全国的にも珍しい上水道が無い町になっている。また、東川町は世界的にも類のない「写真の町」宣言（1985年）、「写真文化首都」宣言（2014年）をしており、写真を通じたまちづくりを積極的に推進している。近年、全国からの移住者などの人口増加によりカフェや雑貨店・ワイナリー・ヴィンヤード・日本酒蔵などが増え、若い世代が観光で訪れるようになっている。2021年の人口増加数では、北海道1位を記録した。

## 地理
東川町は東は北鎮岳で上川町との境界を隔て、南は忠別川で美瑛町と東神楽町、西と北は岐登牛山（キトウシ山）沿いで旭川市と接している。町の面積の約70 %を森林で構成している。東部は日本国内最大の山岳公園である「大雪山国立公園」の区域であり、北海道最高峰の「旭岳」を有する優れた自然環境は観光資源として高い評価を得ている。南西部には忠別川と倉沼川によって形成された扇状地が広がっている。また、東部地域には東川町、美瑛町、東神楽町の3町にまたがる多目的ダム「忠別ダム」がある。平坦部は水田地帯、東部の山麓は畑地帯であり、土壌は大部分が沖積土壌になっており、表層に礫を含む埴土壌は農地に適している。
- 山：旭岳（2,291 m）、熊ケ岳（2,210 m）、当麻岳（2.076 m）、安足間岳（2,194 m）、比布岳（2,197 m）、鋸岳（2,142 m）、北鎮岳（2,244 m）、中岳（2,113 m）、間宮岳（2,185 m）、北海岳（2,149 m）、ピウケナイ山（1,248 m）、江卸山（672 m）
- 河川：忠別川、倉沼川、幌倉沼川、ポン倉沼川、サルン倉沼川
- 滝：羽衣の滝、敷島の滝
- 池沼・湖沼：三ノ沼、大沼、小沼、瓢沼、姿見の池、夫婦池（摺鉢池、鏡池）、湯の沼、瓢箪沼、忠別湖（忠別ダム）

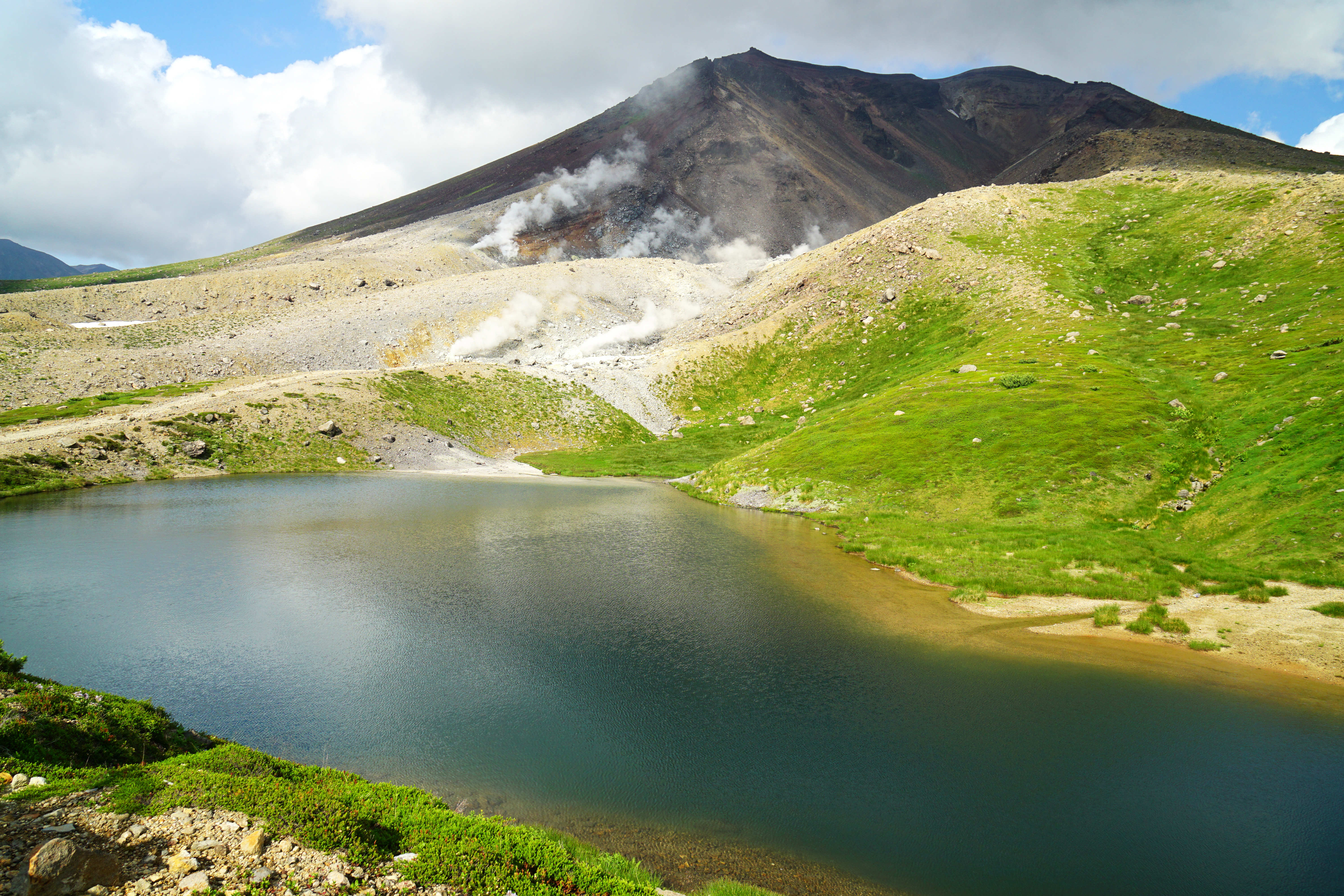
旭岳と姿見の池（2014年7月）
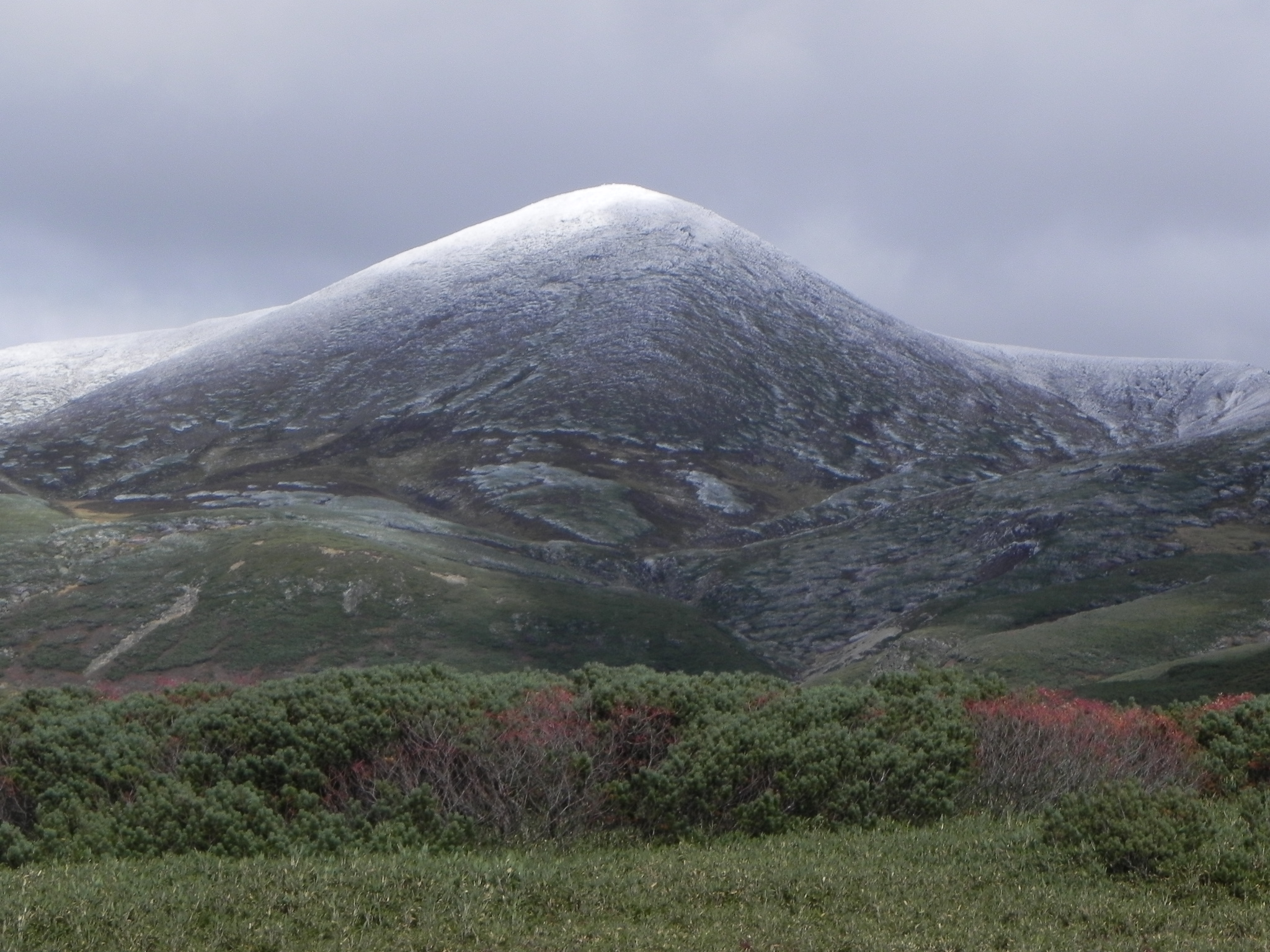
北鎮岳（2010年9月）
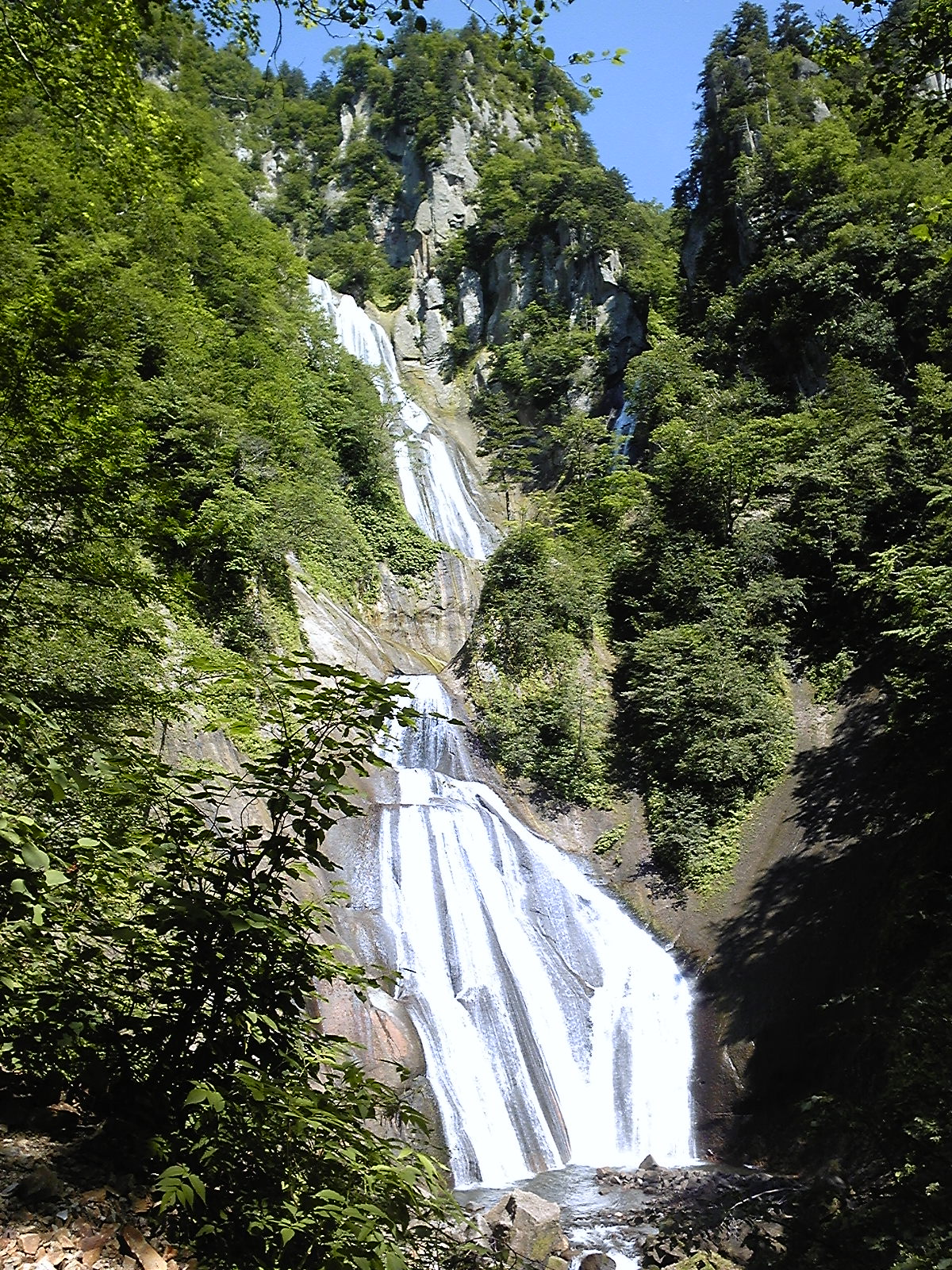
羽衣の滝（2011年8月）
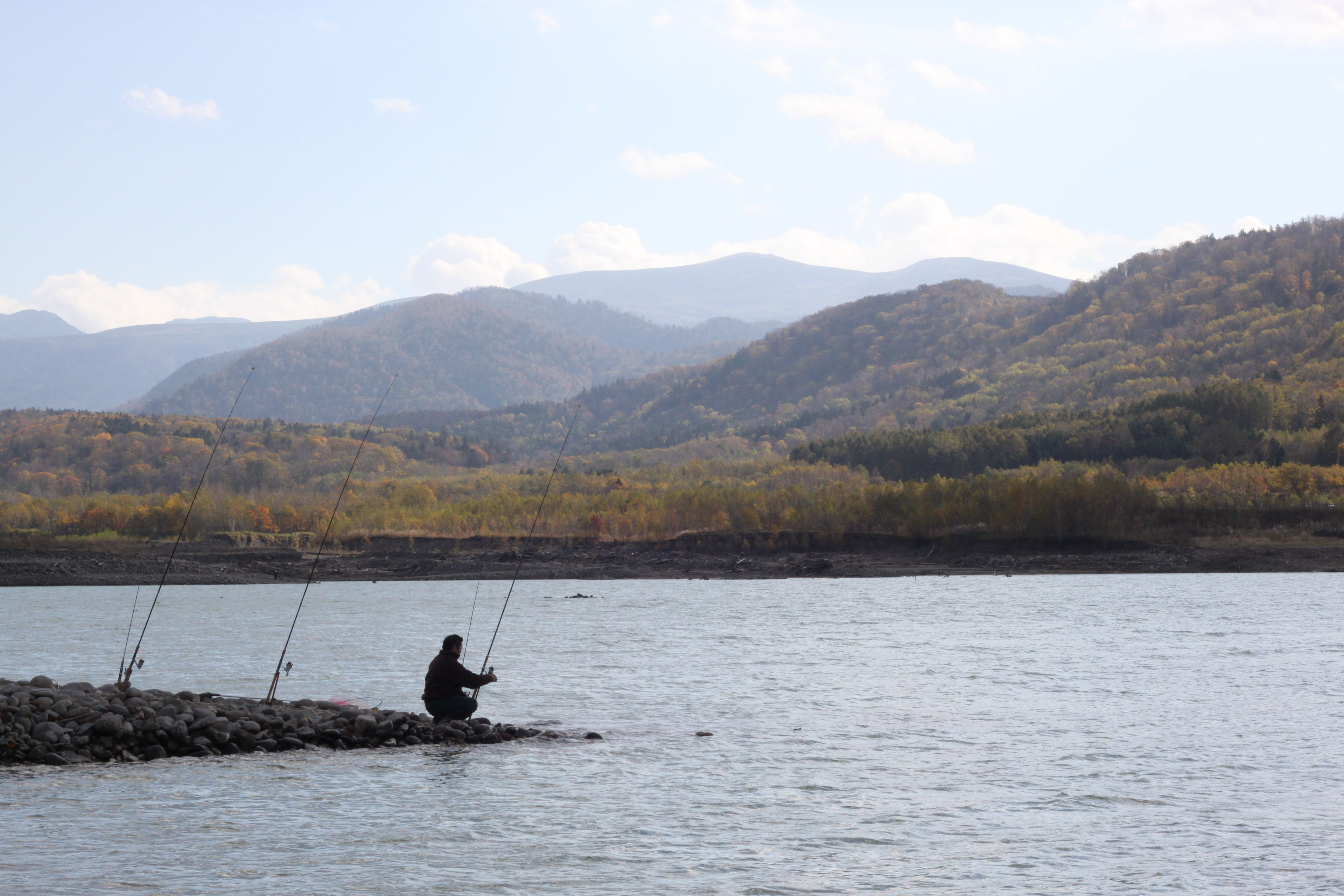
忠別湖（2010年10月）

### 人口
東川町では1954年（昭和29年）から1973年（昭和48年）までの間のいわゆる高度経済成長期に人口が札幌市や首都圏などの都市部へ流出し、人口が大きく減少した。その後は緩やかな減少を続けていたが、1995年（平成7年）から大規模な宅地造成が始まり、旭川市や旭川空港へのアクセスの良さなどから増加に転じた。2014年（平成26年）には42年ぶりに人口が8,000人を超えている。今後は再び緩やかな減少を続けると推計している。
| |                                        |  |
| 東川町と全国の年齢別人口分布（2005年） | 東川町の年齢・男女別人口分布（2005年） |  |
| ■紫色 ― 東川町 ■緑色 ― 日本全国 | ■青色 ― 男性 ■赤色 ― 女性              |  |
| 東川町（に相当する地域）の人口の推移 \| 1970年（昭和45年） \| 8,204人 \| \| \| 1975年（昭和50年） \| 7,616人 \| \| \| 1980年（昭和55年） \| 7,774人 \| \| \| 1985年（昭和60年） \| 7,760人 \| \| \| 1990年（平成2年） \| 7,418人 \| \| \| 1995年（平成7年） \| 7,211人 \| \| \| 2000年（平成12年） \| 7,671人 \| \| \| 2005年（平成17年） \| 7,701人 \| \| \| 2010年（平成22年） \| 7,859人 \| \| \| 2015年（平成27年） \| 8,111人 \| \| \| 2020年（令和2年） \| 8,314人 \| \| |                                        |  |
| 総務省統計局 国勢調査より |                                        |  |
| 1970年（昭和45年） | 8,204人                                |  |
| 1975年（昭和50年） | 7,616人                                |  |
| 1980年（昭和55年） | 7,774人                                |  |
| 1985年（昭和60年） | 7,760人                                |  |
| 1990年（平成2年） | 7,418人                                |  |
| 1995年（平成7年） | 7,211人                                |  |
| 2000年（平成12年） | 7,671人                                |  |
| 2005年（平成17年） | 7,701人                                |  |
| 2010年（平成22年） | 7,859人                                |  |
| 2015年（平成27年） | 8,111人                                |  |
| 2020年（令和2年） | 8,314人                                |  |

### 消滅集落
2015年国勢調査によれば、以下の集落は調査時点で人口0人の消滅集落となっている。
- 東川町 - 6東区、6西区、大雪山国立公園、東20号、ノカナン

## 気候
ケッペンの気候区分によると、東川町は湿潤大陸性気候に属する。寒暖の差が大きく気温の年較差、日較差が大きい顕著な大陸性気候である。降雪量が多く、周辺の自治体と同様に特別豪雪地帯に指定されている。冬季は-25℃前後の気温が観測されることが珍しくなく、寒さが厳しい。
| 東川（1991年 - 2020年）の気候      | 東川（1991年 - 2020年）の気候 | 東川（1991年 - 2020年）の気候 | 東川（1991年 - 2020年）の気候 | 東川（1991年 - 2020年）の気候 | 東川（1991年 - 2020年）の気候 | 東川（1991年 - 2020年）の気候 | 東川（1991年 - 2020年）の気候 | 東川（1991年 - 2020年）の気候 | 東川（1991年 - 2020年）の気候 | 東川（1991年 - 2020年）の気候 | 東川（1991年 - 2020年）の気候 | 東川（1991年 - 2020年）の気候 | 東川（1991年 - 2020年）の気候 |
| 月                                 | 1月                           | 2月                           | 3月                           | 4月                           | 5月                           | 6月                           | 7月                           | 8月                           | 9月                           | 10月                          | 11月                          | 12月                          | 年                            |
| ---------------------------------- | ----------------------------- | ----------------------------- | ----------------------------- | ----------------------------- | ----------------------------- | ----------------------------- | ----------------------------- | ----------------------------- | ----------------------------- | ----------------------------- | ----------------------------- | ----------------------------- | ----------------------------- |
| 最高気温記録 °C （°F）             | 7.7 (45.9)                    | 14.2 (57.6)                   | 16.9 (62.4)                   | 28.1 (82.6)                   | 34.9 (94.8)                   | 36.1 (97)                     | 36.6 (97.9)                   | 37.0 (98.6)                   | 33.2 (91.8)                   | 28.1 (82.6)                   | 20.7 (69.3)                   | 12.5 (54.5)                   | 37.0 (98.6)                   |
| 平均最高気温 °C （°F）             | −4.0 (24.8)                   | −2.7 (27.1)                   | 2.1 (35.8)                    | 10.3 (50.5)                   | 18.1 (64.6)                   | 22.4 (72.3)                   | 25.9 (78.6)                   | 26.0 (78.8)                   | 21.5 (70.7)                   | 14.2 (57.6)                   | 5.8 (42.4)                    | −1.5 (29.3)                   | 11.5 (52.7)                   |
| 日平均気温 °C （°F）               | −8.1 (17.4)                   | −7.3 (18.9)                   | −2.5 (27.5)                   | 4.8 (40.6)                    | 11.8 (53.2)                   | 16.5 (61.7)                   | 20.3 (68.5)                   | 20.5 (68.9)                   | 15.7 (60.3)                   | 8.8 (47.8)                    | 2.0 (35.6)                    | −4.9 (23.2)                   | 6.5 (43.7)                    |
| 平均最低気温 °C （°F）             | −13.3 (8.1)                   | −12.8 (9)                     | −7.6 (18.3)                   | −0.6 (30.9)                   | 5.9 (42.6)                    | 11.4 (52.5)                   | 15.8 (60.4)                   | 16.1 (61)                     | 10.8 (51.4)                   | 4.0 (39.2)                    | −1.9 (28.6)                   | −9.2 (15.4)                   | 1.5 (34.7)                    |
| 最低気温記録 °C （°F）             | −29.1 (−20.4)                 | −29.3 (−20.7)                 | −24.8 (−12.6)                 | −11.9 (10.6)                  | −3.6 (25.5)                   | 0.1 (32.2)                    | 6.0 (42.8)                    | 6.3 (43.3)                    | 0.0 (32)                      | −4.6 (23.7)                   | −18.0 (−0.4)                  | −25.5 (−13.9)                 | −29.3 (−20.7)                 |
| 降水量 mm （inch）                 | 37.8 (1.488)                  | 33.2 (1.307)                  | 39.1 (1.539)                  | 44.7 (1.76)                   | 69.5 (2.736)                  | 78.0 (3.071)                  | 139.0 (5.472)                 | 157.9 (6.217)                 | 132.1 (5.201)                 | 95.5 (3.76)                   | 90.3 (3.555)                  | 66.1 (2.602)                  | 983.2 (38.709)                |
| 平均降水日数 （≥1.0 mm）           | 16.2                          | 12.4                          | 12.9                          | 11.1                          | 11.1                          | 10.6                          | 12.6                          | 12.3                          | 13.5                          | 15.3                          | 18.1                          | 19.2                          | 165.2                         |
| 平均月間日照時間                   | 63.3                          | 83.8                          | 122.9                         | 150.0                         | 187.0                         | 167.7                         | 159.0                         | 152.4                         | 142.4                         | 116.9                         | 59.8                          | 45.0                          | 1,450.1                       |
| 出典1：Japan Meteorological Agency |                               |                               |                               |                               |                               |                               |                               |                               |                               |                               |                               |                               |                               |
| 出典2：気象庁                      |                               |                               |                               |                               |                               |                               |                               |                               |                               |                               |                               |                               |                               |

## 歴史
- 1894年（明治27年）：旭川村字忠別原野を区画して殖民地となる[14]。
- 1897年（明治30年）：旭川村から分轄し、東川と称す[14]。松山多米蔵が松山温泉（現在の天人峡温泉）発見[15]。
- 1899年（明治32年）：東旭川村（後の東旭川町）戸長役場設置に伴い、旭川村から分離して東旭川村戸長役場の管轄となる[14]。
- 1900年（明治33年）：東川神社建立。
- 1906年（明治39年）：2級町村制施行により、東川村となる。東旭川村、東川村組合役場設置[14]。
- 1909年（明治42年）：東旭川村との組合役場を分離し、西4号南2番地に庁舎新築[14]。
- 1914年（大正03年）：阿久津啓吉が勇駒別温泉（現在の旭岳温泉）発見[15]。
- 1919年（大正08年）：1級町村制施行。西4号北2番地に庁舎移転[14]。
- 1927年（昭和02年）：旭川電気軌道東川線開通（1972年廃止）[15]。
- 1934年（昭和09年）：村の東部地域が「大雪山国立公園」指定。
- 1948年（昭和23年）：東川農業協同組合発足[15]。
- 1949年（昭和24年）：西4号北4番地に庁舎新築[14]。
- 1950年（昭和25年）：国民健康保険東川村立診療所（現在の東川町立診療所）開設[15]。
- 1954年（昭和29年）：旭岳にて『第9回国民体育大会』山岳競技開催[15]。
- 1959年（昭和34年）：町制施行し、東川町となる[14]。
- 1964年（昭和39年）：東川町公民館開館（1979年に農村環境改善センター併置）[15]。
- 1968年（昭和43年）：ユースホステル白樺荘（現在の大雪山白樺荘ユースホステル）開設[15]。大雪山ロープウェー（現在の旭岳ロープウェイ）開通[16]。
- 1969年（昭和44年）：東川町営岐登牛スキー場（現在のキャンモアスキービレッジ）開設[15]。
- 1973年（昭和48年）：美瑛町とともに「大雪消防組合」設立。美瑛町、東神楽町とともに「大雪清掃組合」設立。北海道建設専門学校（後の北海道環境福祉専門学校）開校（2013年閉校）。
- 1974年（昭和49年）：岐登牛展望閣完成[15]。
- 1976年（昭和51年）：東神楽町、美瑛町とともに「大雪葬斎組合」設立。
- 1979年（昭和54年）：東川町農村環境改善センター完成。
- 1981年（昭和56年）：役場庁舎改築[15]。
- 1982年（昭和57年）：旭岳ビジターセンター完成（2018年建て替え）。東川町開拓記念羽衣公園開園[15]。東川町郷土館開館[15]。
- 1984年（昭和59年）：天人峡トンネル開通[15]。
- 1985年（昭和60年）：『東川町国際写真フェスティバル』初開催、『東川賞』創設。東川町物産センターオープン[15]。
- 1989年（平成元年）：東川町キトウシ家族旅行村（東川町キトウシ森林公園家族旅行村）開村[17]。カナダアルバータ州カンモア町と「姉妹都市」提携。東川町文化ギャラリーオープン[15]。
- 1991年（平成03年）：東川町B&G海洋センター完成[15]。
- 1994年（平成06年）：東川町開拓百年記念公園開園。『全国高等学校写真選手権大会』（写真甲子園）初開催。
- 1999年（平成11年）：大雪遊水公園開園[18]。
- 2002年（平成14年）：「美しい東川の風景を守り育てる条例」制定。東川町幼児センター開園。
- 2003年（平成15年）：美瑛町、東神楽町とともに広域連合「大雪地区広域連合」設立[19]。東川町が幼保一元化の「構造改革特別区域」（北海道東川町幼保一元化特区）認定[20]。
- 2004年（平成16年）：大雪旭岳源水公園完成。
- 2005年（平成17年）：道草館が道の駅（道の駅ひがしかわ「道草館」）となる[21]。コンサフィールド東川開設[22]。「景観行政団体」指定。
- 2006年（平成18年）：ふれあいグリーンパーク造成。「東川町景観計画」策定。
- 2007年（平成19年）：忠別ダム完成。
- 2008年（平成20年）：ラトビアルーイエナ州ルーイエナ町と「姉妹都市」提携。東川町が国土交通省による『住生活月間功労者表彰』国土交通大臣表彰（団体）受賞[23]。
- 2010年（平成22年）：東川町が文化庁による『文化庁長官表彰』（文化芸術創造都市部門）受賞[24]。大韓民国江原道寧越郡と「文化交流提携都市」締結。
- 2015年（平成27年）：『高校生国際交流写真フェスティバル』初開催。東川町立東川日本語学校（東川町文化芸術交流センター内）開校。
- 2016年（平成28年）：東川町文化芸術交流センター（旧東川小学校舎）オープン。東川町学社連携推進協議会が農林水産省による『豊かなむらづくり全国表彰』農林水産大臣賞受賞[25]。
- 2021年（令和3年）  ： 東川町が構造改革特区の一つである「写真文化首都 写真の町 東川町ワイン特区」に認定[26]。
- 2022年（令和4年）8月8日：町内の一部地域に初めてヒグマ注意報が発出（注意報等の制度は同年から北海道庁が始めたもの）。同年9月7日に解除[27]。
- 2024年（令和6年）4月26日 : 「日本サッカー協会100周年表彰（感謝表彰）」を受ける[28]。

## 姉妹都市・提携都市
姉妹都市
- カンモア町（アルバータ州）
  - 1989年（平成元年）7月12日提携[29]
- ルーイエナ町（英語版）（ルーイエナ州（英語版））
  - 2008年（平成20年）7月17日提携[29]
- ヴァルミエラ郡（英語版）
  - 2023年（令和5年）10月18日提携

文化交流提携都市
- 寧越郡（江原特別自治道）
  - 2010年（平成22年）11月4日締結[29]

## 行政
東川町は2006年（平成18年）から町内で生まれてくる子どもたち（出生時に東川町に住民登録し、引き続き在住する子ども）に手作りの椅子をプレゼントする「君の椅子」プロジェクトを行っており、毎年選定するデザインを町内の工房で制作しているほか、写真の町・東川町として人生における様々な節目や日々の様子を写真に残すことを奨励し、町からお祝いの意味を込めてプロのカメラマンが記念写真を無料で撮影し、地元で制作したオリジナルの額縁（フレーム）に入れてプレゼントする「写真の町・記念写真プレゼント事業」を実施している。「ひがしかわ株主制度」は東川町ならではのプロジェクトに投資（寄付）することによってまちづくりに参加できる制度であり（1株1,000円）、株主は町内の公共施設の優待利用や投資株数に応じた株主優待などがあるほか、「ふるさと納税」として税法上の控除を受けることもできる。

### 助成・支援制度
東川町では特徴ある助成・支援制度を設けており、下記はその一部を記載している。
- WELCOME（ウエルコメ）事業 - 新たに東川町に転入してきた世帯に対し、東川産「ほしのゆめ」5 kgをプレゼントする事業（2006年11月1日以降の転入者から適用）。
- 新築苗木プレゼント事業 - 東川町で新たに住宅を建設した際に、新築を記念して苗木3本をプレゼントする事業
- 景観住宅建築支援事業 - 「東川町景観計画」施行により景観や環境に配慮した「東川風住宅」の建築を奨励しており、一定の基準を満たす住宅を建築して住宅空間を形成する際に、カーポートなどの建築経費を補助する事業（対象要件あり）。
- 薪ストーブ等設置事業 - 再生可能エネルギーの活用を積極的に行い、環境問題に配慮した生活と環境にやさしいまちづくりを推進することを目的とし、薪ストーブなどの設置費用を補助する事業（事業費の1/2以内で最大50万円、補助条件あり）。
- おいしい水給水施設整備事業 - 町民が衛生的で安全な生活用水を得るため、給水施設を整備する際に事業費の一部を補助する事業（対象要件あり）。

## 市町村長
- 町長
  - 菊地 伸 （前職：東川町産業振興課長 ）
- 副町長
  - 市川 直樹
  - 佐藤 文泰

## 議会
- 議員定数：12人[34]
- 議会
  - 定例会（3月、6月、9月、12月）[34]
  - 臨時会[34]
- 委員会
  - 常任委員会（総務文教、産業建設）[34]
  - 議会運営委員会[34]
  - 特別委員会[34]

東川町では1963年以降、曜日を問わず2月28日を町議会議員選挙の投票日としている。統一地方選挙が施行される4月頃が農繁期にあたるため。

## 官公署
国の機関
- 環境省
  - 北海道地方環境事務所東川自然保護官事務所
- 国土交通省
  - 北海道開発局旭川開発建設部旭川河川事務所忠別ダム管理支所

## 公共施設
- 東川町農村環境改善センター（東川町公民館）
- 東川町文化交流館
- 東川町文化ギャラリー
- 東川町郷土館
- 東川町複合交流施設せんとぴゅあI
- 東川町複合交流施設せんとぴゅあII
- 東川町地域交流センターゆめりん
- 東川町ふるさと交流センター
- 西部地区コミュニティセンター
- 第1地区コミュニティティセンター
- 第2地区コミュニティティセンター
- 第3地区コミュニティティセンター
- 東川町老人保健センター
- 東川町子育て支援センター
- 東14号墓地
- 東3号墓地
- 西8号墓地

スポーツ施設
- 東川町B&G海洋センター
  - 体育館
  - プール
- 東川町町民運動公園
  - 多目的運動広場
  - テニスコート
- 東川町国民柔剣道場錬成館
- 東部地区公園（東川町ゆめ公園）
  - 野球場
  - サッカー場
  - 多目的広場
- 旭岳クロスカントリーコース
- 旭岳青少年野営場
- キトウシパークゴルフ場（東川町キトウシ森林公園家族旅行村内）
- 忠別川親水河川敷パークゴルフ場
- 大雪遊水公園パークゴルフ場

## 公的機関
警察
- 旭川東警察署東川駐在所、東川西駐在所

電力
- 北海道電力忠別川発電所、江卸発電所、ユコマンベツ発電所

消防
- 大雪消防組合東消防署（東川市街と東神楽市街の中間の東神楽町内に所在）

2007年に東川支署と東神楽支署を統合して設置

## 教育機関
専修学校
- 旭川福祉専門学校

日本語学校
- 東川町立東川日本語学校 - 小学校の廃校跡に開設された全国初の公立日本語学校[36]。（東川町文化芸術交流センター内）

高等学校
- 北海道東川高等学校

中学校
- 東川町立東川中学校

小学校
- 東川町立東川小学校
- 東川町立東川第一小学校
- 東川町立東川第二小学校
- 東川町立東川第三小学校

特別支援学校
- 北海道東川養護学校

幼稚園・保育園
- 東川町幼児センター

閉校した小学校
- 東川町立第四小学校
- 東川町立第五小学校

## 経済・産業
農業
北海道内随一の米どころであり、冷涼な気候、大雪山の清流、肥沃な土壌を活かして、米だけではなく高原野菜や花などの農産品も生産している。商業は地域団体商標に登録している「東川米」や「大雪旭岳源水」を使用した商品を販売している。2012年（平成24年）には湧水「大雪旭岳源水」を有効活用するため東川町も一部出資した「大雪水資源保全センター」が設立し、売上の一部を東川町へ寄付することによって町が行う自然保護と水資源の保全に役立てている。
工業
木工業が盛んで多くの家具職人が集まっており、「旭川家具」の約30 %は東川町で生産している。近年、大雪山の清流を生かした醸造業誘致に取り組み、2020年秋に三千櫻酒造が岐阜県から酒蔵を移転した。2021年に東川町は構造改革特区の一つである「ワイン特区」に認定され、雪川醸造が東川町でのワインの生産を開始するなど、近年では醸造業も盛んになってきている。
サービス業
「大雪山国立公園」入口の観光の町であり、北海道最高峰の「旭岳」（標高2,291 m）や北海道一の落差がある「羽衣の滝」（落差270 m）を有しているほか、旭岳温泉や天人峡温泉などの温泉地もある。冬季は北海道パウダーベルトに位置することから、パウダースノー(japow)を求め、旭岳スキーコースには国内外から数多くのスキーヤー・スノーボーダーが訪れる。
組合
- 東川町農業協同組合（JAひがしかわ）[41]
- 東川町森林組合

商業施設
- ホクレン商事
  - ホクレンショップひがしかわ店
- 道北アークス（アークスグループ）
  - スーパーチェーンふじ東川店

金融機関
- 北央信用組合東川支店
- JAバンク北海道（北海道信用農業協同組合連合会）JAひがしかわ本所

郵便局
- 東川郵便局
- 東川八号郵便局
- 東川北郵便局

※ 集配業務は旭川東郵便局が担当
宅配便
- ヤマト運輸道北主管支店東旭川センター（所在地は旭川市）
- 佐川急便旭川営業所（所在地は旭川市）

## 交通

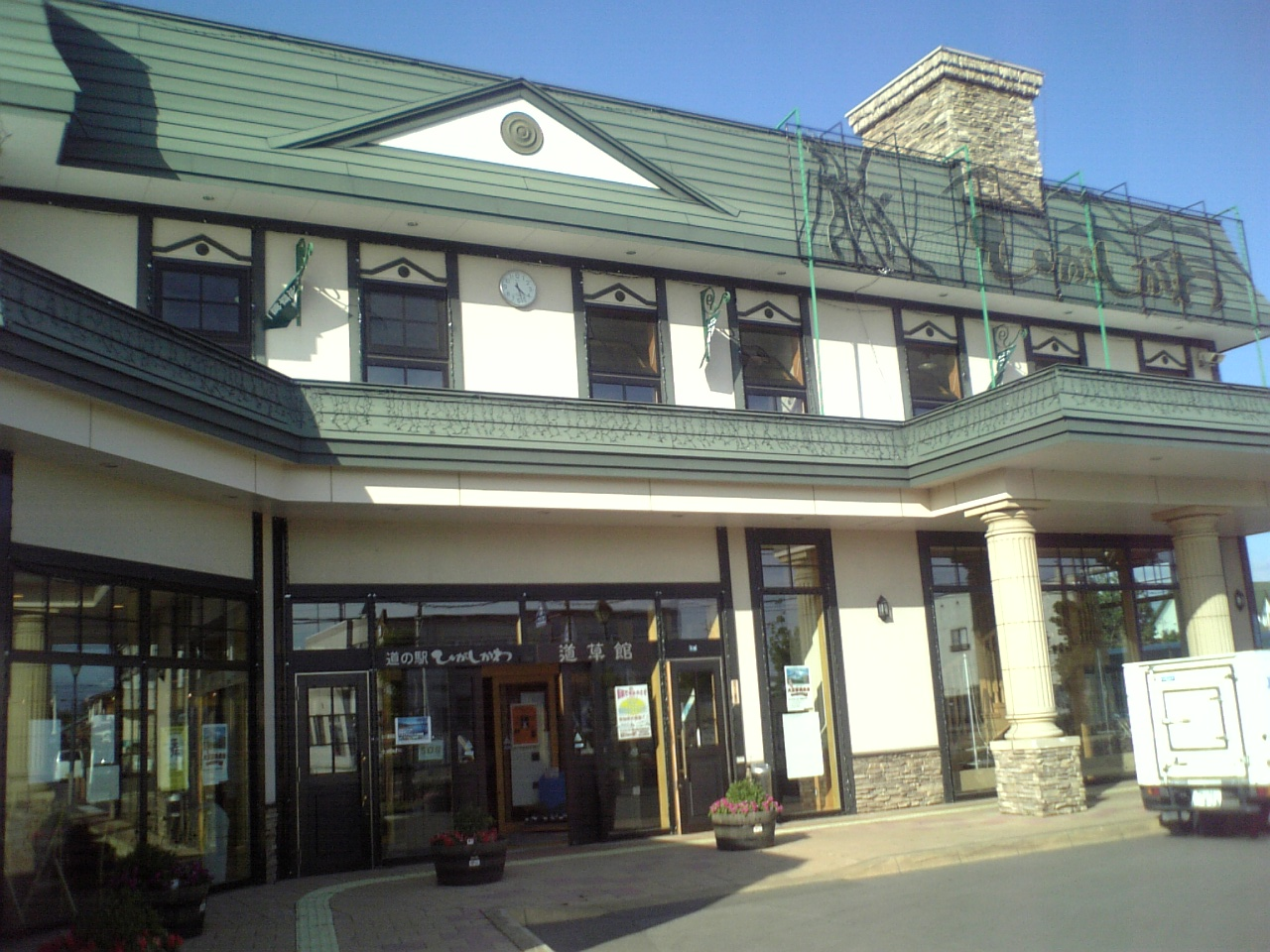
道の駅ひがしかわ「道草館」

### 空港
旭川空港は東川町中心部から車で約13分に位置している。

### 鉄道
町内を鉄道路線は通っていない。JR北海道・旭川駅を利用するのが一般的。

#### 廃止路線
かつては旭川電気軌道による鉄道路線（旭川電気軌道東川線）が通っていた。

### バス
- 路線バス
  - 旭川電気軌道が町内と旭川駅とを結ぶ路線（一部は東神楽町を経由する循環路線）を運行する他、旭川駅と旭岳温泉を結ぶシャトルバス「いで湯号」を運行する[42]。いずれも道の駅ひがしかわ「道草館」に発着する。

- 町営スクールバス
  - 東忠別線
  - 北忠別線
  - 東雲・上岐登牛線

### タクシー
- 東交ハイヤー

### 道路
東川町は、シーニックバイウェイ「大雪・富良野ルート」のエリアになっている。
- 都道府県道
  - 北海道道213号天人峡美瑛線
  - 北海道道294号東川東神楽旭川線
  - 北海道道611号瑞穂東川線
  - 北海道道940号東川旭川線
  - 北海道道1116号富良野上川線
  - 北海道道1160号旭川旭岳温泉線
- 道の駅
  - ひがしかわ「道草館」

### 索道
- ワカサリゾート
  - 旭岳ロープウェイ

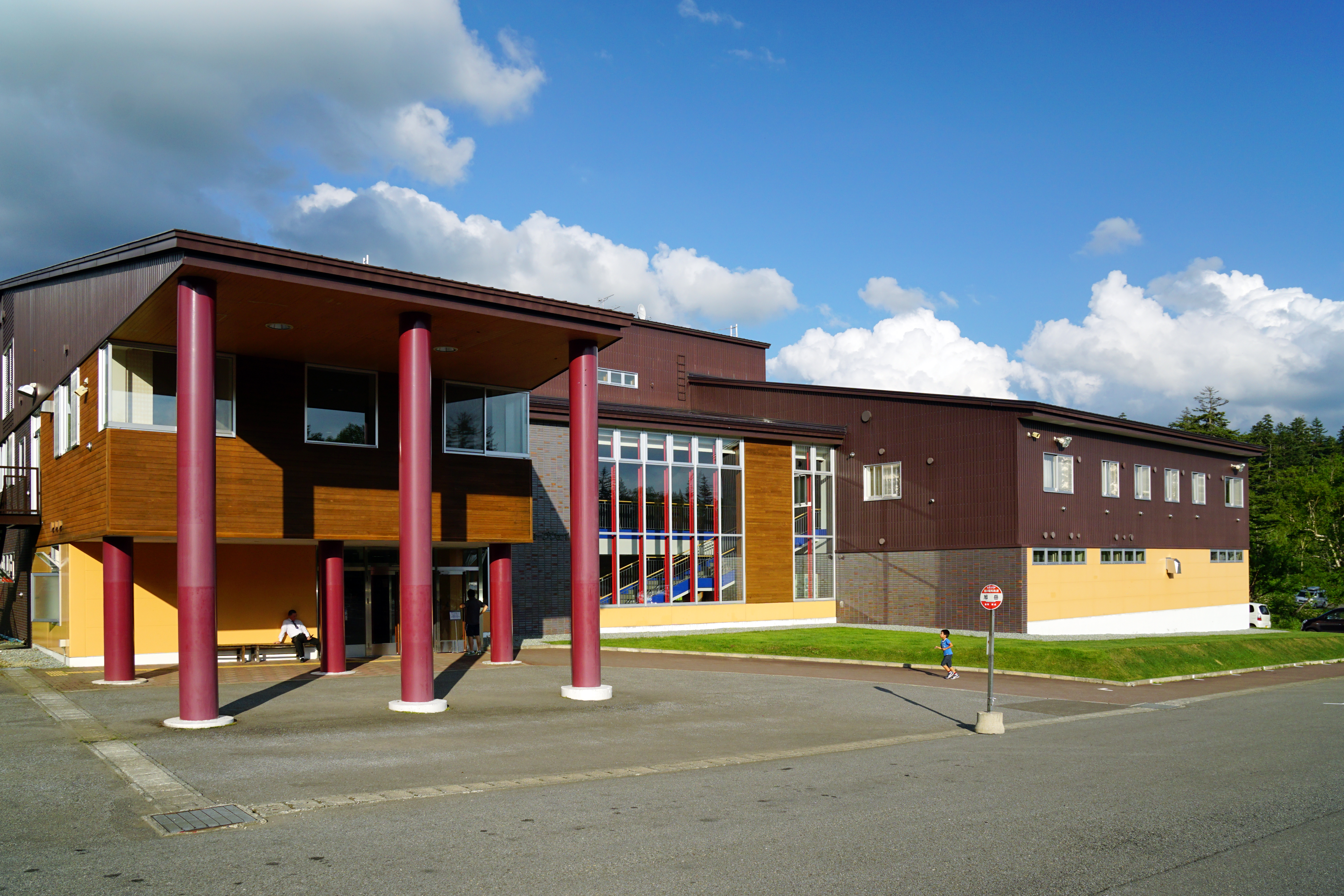
旭岳ロープウェイ山麓駅（2014年7月）
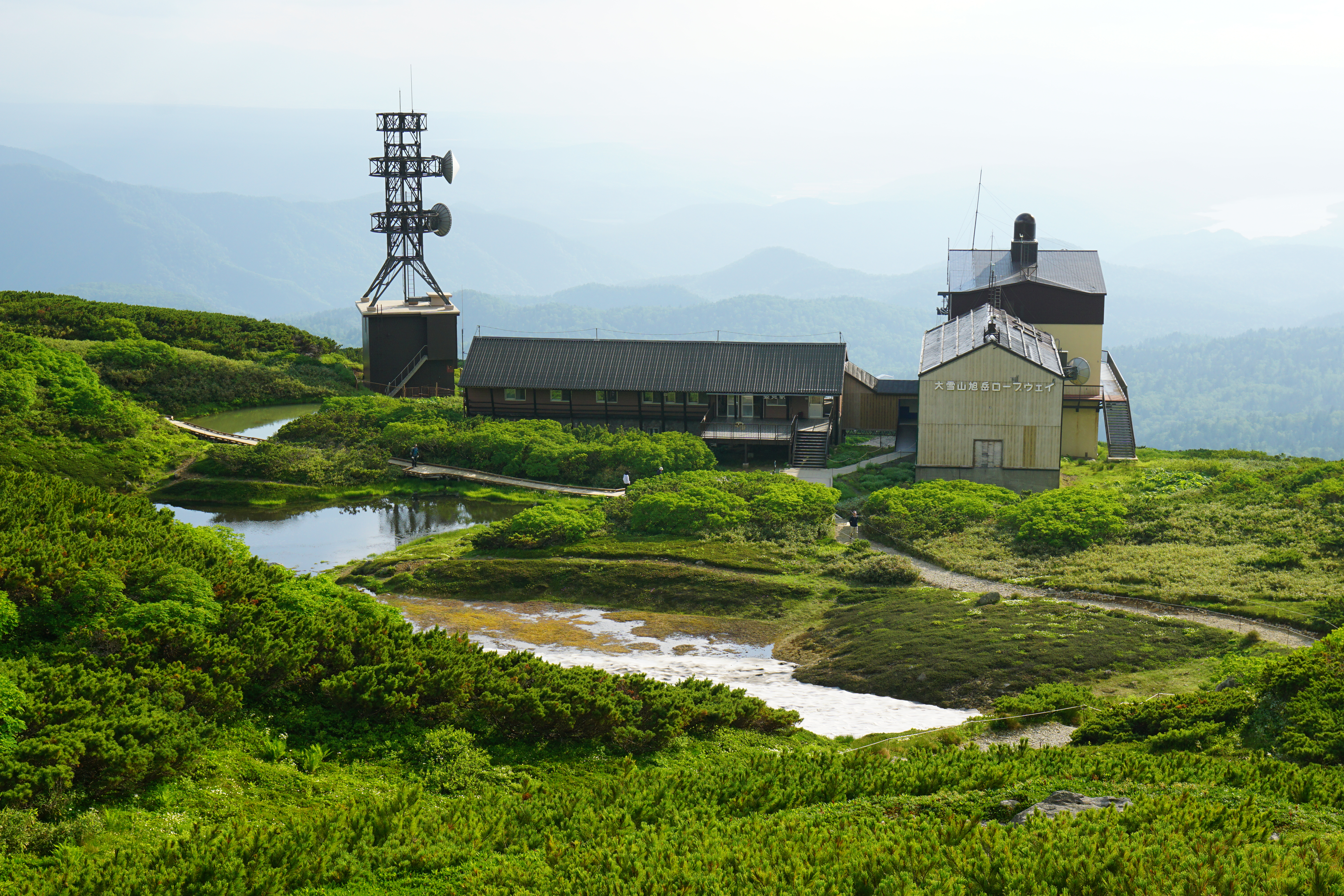
旭岳ロープウェイ姿見駅（2014年7月）

## 文化財
国指定
- 特別天然記念物
  - 大雪山[44]

道指定
- 名勝
  - 羽衣の滝

町指定
- 天然記念物
  - イチイなど計9件 - 瑞宝寺境内、東川神社境内など
- 有形文化財
  - 相馬妙見宮
  - 土蔵
  - 明治の家
  - 大正の家 - 東川町キトウシ森林公園家族旅行村内
  - 聖徳太子像、開拓記念碑など美術工芸品計5件 - 好蔵寺、瑞宝寺など蔵

## 選定
- 日本の滝百選「羽衣の滝」[45]
- 美しい日本のむら景観百選「東川町」[46]
- 日本の音風景100選「大雪山旭岳の山の生き物」[47]
- 遊歩百選「裾合平」
- 平成の名水百選「大雪旭岳源水」[48]

## 観光・レジャー
- 旭岳
- 旭岳スキーコース
- 旭岳ロープウェイ
- 旭岳温泉
- 旭岳ビジターセンター
- 羽衣の滝
- 天人峡
- 天人峡温泉
- 大雪旭岳源水公園
- 忠別湖（忠別ダム）
- 大雪遊水公園
- 東川町開拓記念羽衣公園
- 道の駅ひがしかわ「道草館」
- 東川町郷土館
- 東川町キトウシ森林公園家族旅行村
- キャンモアスキービレッジ
- コート旭川カントリークラブ

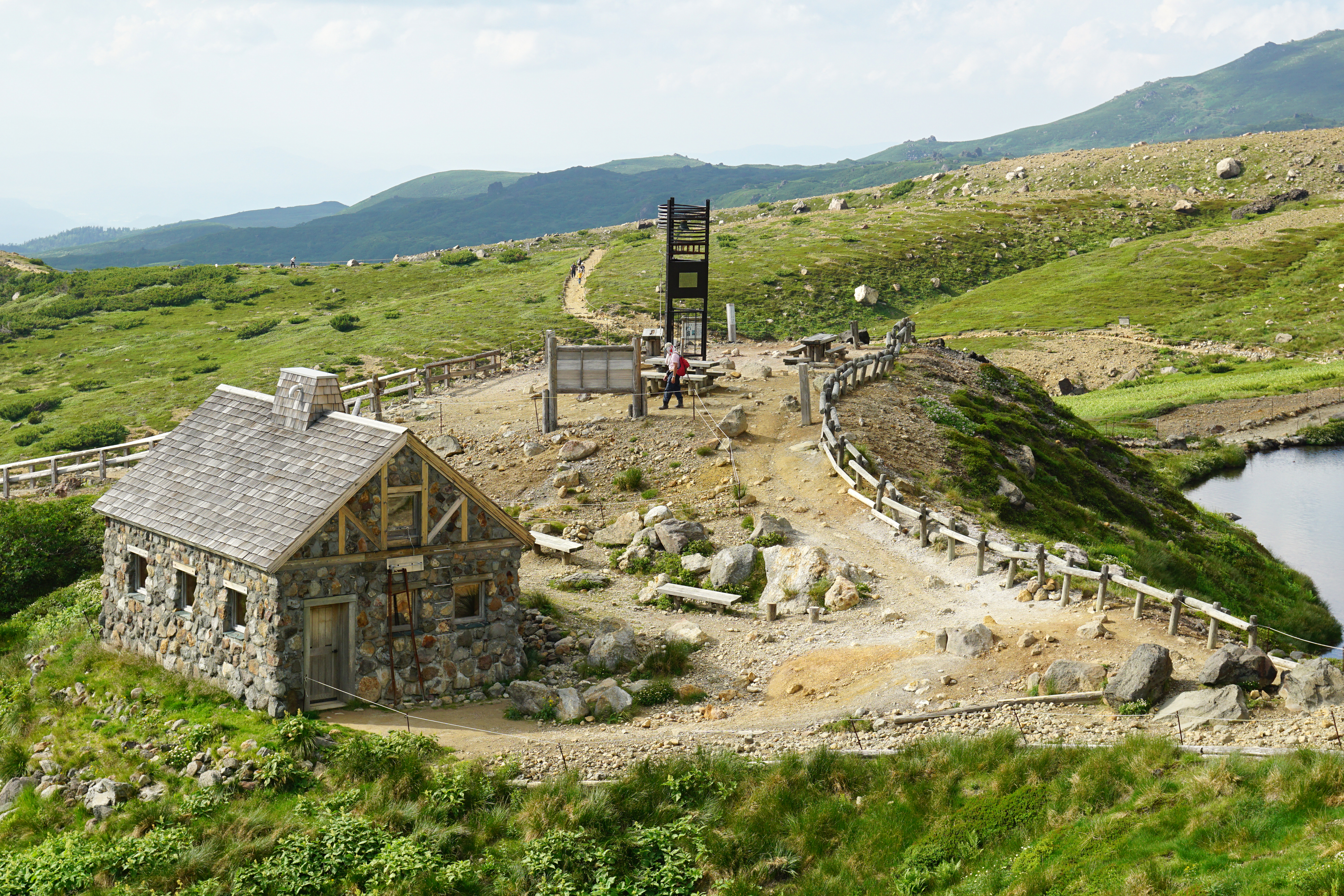
旭岳石室と大雪山愛の鐘（2014年7月）
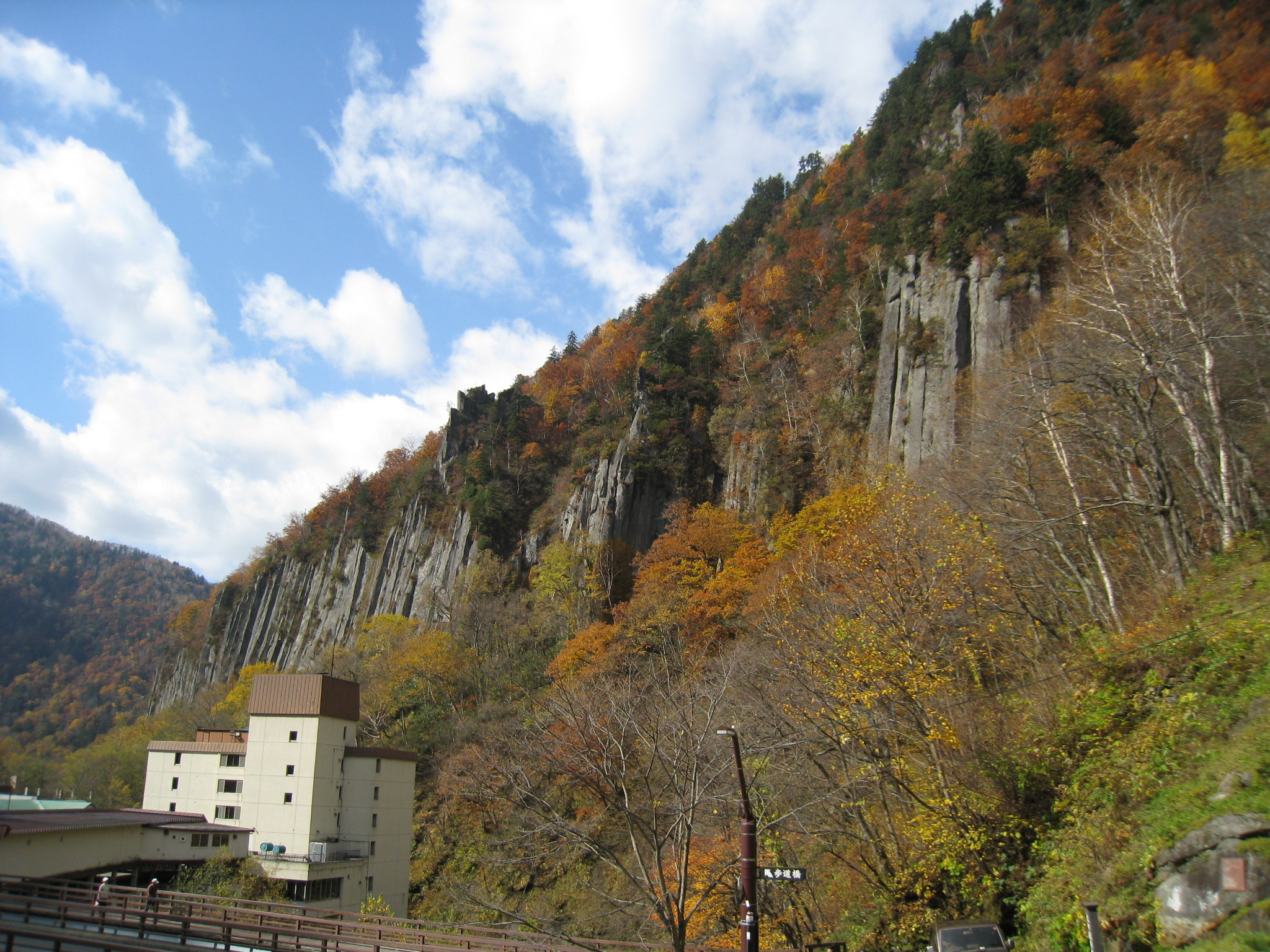
天人峡と天人峡温泉（2008年10月）
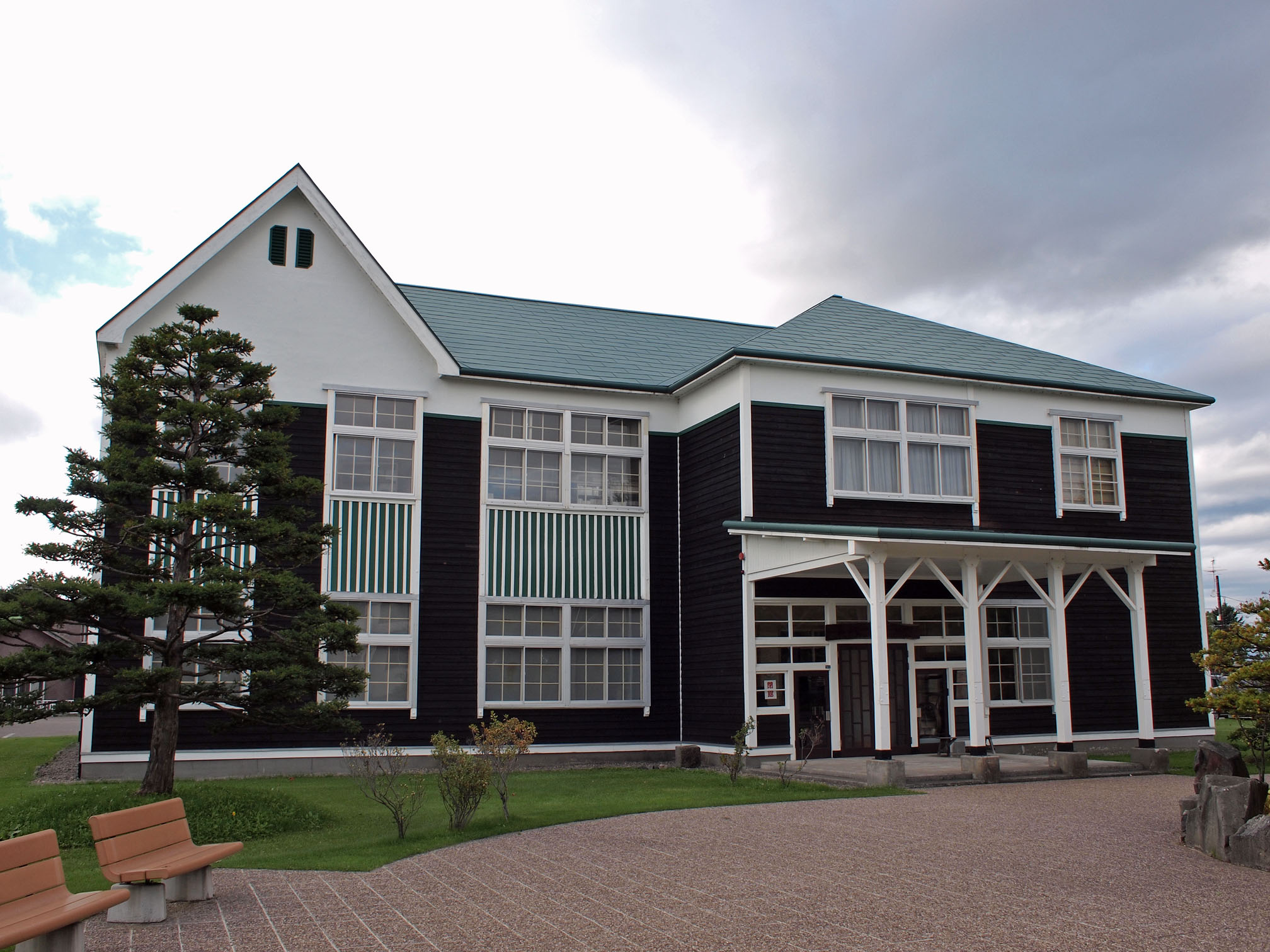
東川町郷土館（2011年9月）
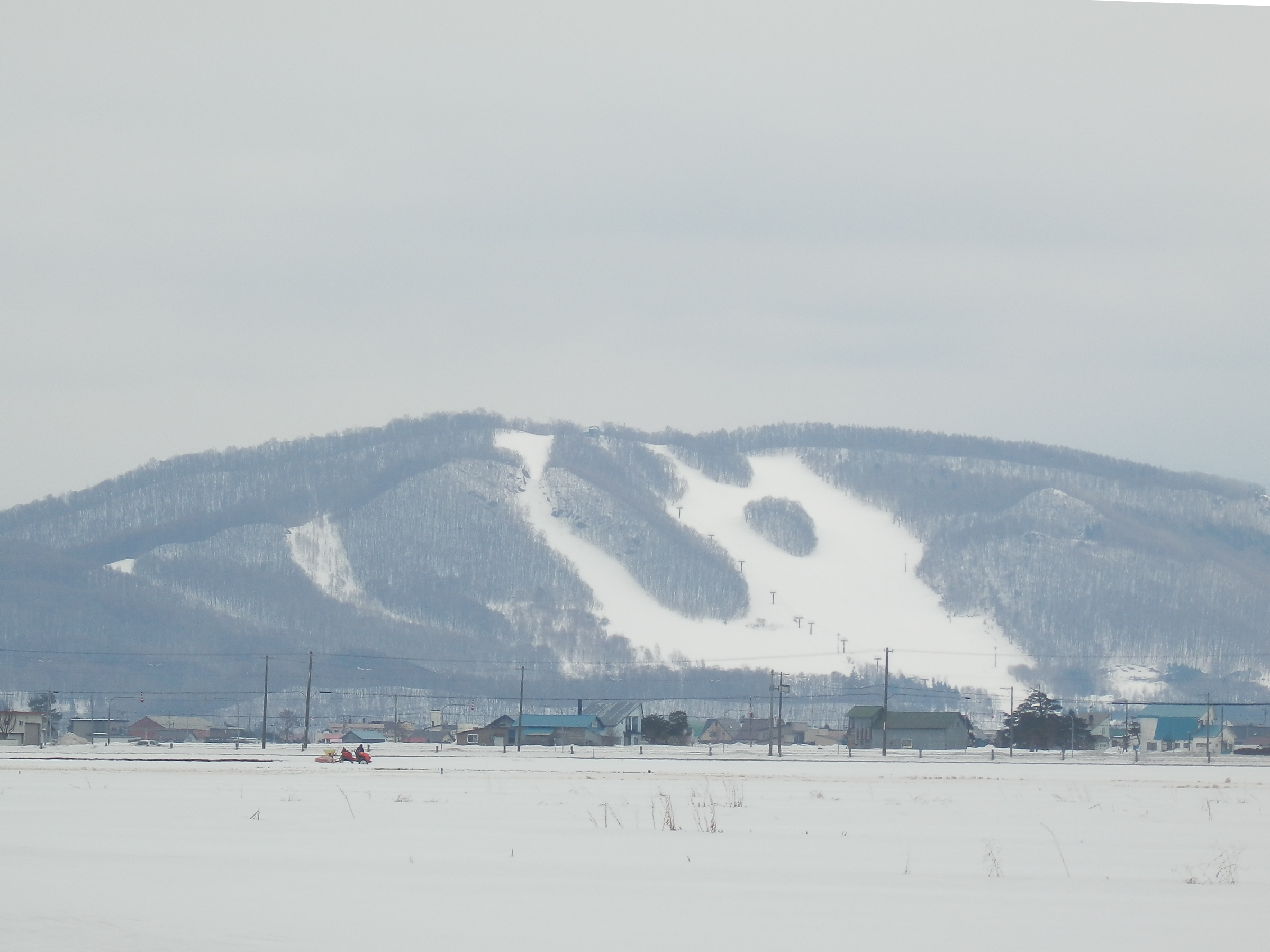
キャンモアスキービレッジ（2013年4月）

## 祭事・催事
- ひがしかわ氷まつり（1月）
- くらし楽しくフェスティバル（5月、9月）
- キトウシ国際サイクリング（6月）
- 旭岳 山の祭り【ヌプリコロカムイノミ】（6月）
- 町民体育祭（7月）
- どんとこい祭り（7月）
- 全国高等学校写真選手権大会（写真甲子園）・高校生国際交流写真フェスティバル（7月から8月）[49][50]
- 東川町国際写真フェスティバル（メイン会期は7月から8月）[51]
- 大雪 旭岳 SEA TO SUMMIT（8月）
- 大雪清流てっぺん祭り（8月）

## 名産・特産
米どころを活用して東川町が開発した米缶「ほしのゆめ」があり、ショート缶サイズの缶に厳選した東川産「ほしのゆめ」150 g（約1合）が入っている。東川振興公社がオンラインショップ「産直ひがしかわ本舗」を開設している。また、木工業が盛んであり「旭川家具」を生産しているほか、豊かな自然や落ち着いた環境を求めて写真、陶芸などの芸術家が町内で活動している。
2020年からは、町の醸造所プロジェクトに公募した三千櫻酒造の進出により、日本酒「三千櫻」（みちざくら）の醸造が始まった。また2021年に東川町はワイン特区に認定され、雪川醸造が東川町でのワインの生産を開始した。

## 東川町が舞台（ロケ地）となった作品
映画
- 『写真甲子園 0.5秒の夏』

テレビドラマ
- 『美ら海からの年賀状』

書籍
- 春田なな『スターダスト★ウインク』
- 太田紫織『オークブリッジ邸の笑わない貴婦人』

## 人物
出身人物
- 朝倉和夫（会計学者、公認会計士）
- 菅野博之（最高裁判所判事）
- 原幹恵（タレント、グラビアアイドル。東川町が出生地）
- 森崎博之（タレント。TEAM NACSリーダー。東川町観光大使）
- 若浪義光（元大相撲力士。現在の東川町が出生地）

ゆかりのある人物
- 井上浩輝（写真家、在住）
- 織田憲嗣（家具デザイナー）
- 小泉ニロ（歌手。東川町観光大使）
- 佐藤時啓（美術家、写真家）
- 菅原雅雪（漫画家）
- 竹田津実（エッセイスト、写真家、獣医師。『東川賞』受賞後、獣医師として東川町に転居）
- 塚田タカヤ（音楽家、ピアノ調律師）
- ドートレトミシー  (東川町在住ミュージシャン)
- 中川梨花（女優、タレント。東川町オフィシャルレポーター）
- 藤本やすし（アートディレクター。フジテレビ『ニューデザインパラダイス』番組内でデザインした婚姻届を東川町で採用している）
- 水野悠希（フリーアナウンサー。東川町観光大使）
- 竹内智香（2014年ソチオリンピック女子スノーボードパラレル大回転銀メダリスト、旭川市出身だが、実家は東川町の旭岳温泉にある温泉旅館湧駒荘）

## 町民憲章・宣言
東川町町民憲章
宣言
- 交通安全の町宣言（昭和37年9月9日）[57]
- 青色申告と完納の町宣言（昭和52年3月9日）[57]
- 写真の町宣言（昭和60年6月1日）[57]
- 防犯の町宣言（平成2年6月20日）[57]
- 暴力追放の町宣言（平成3年12月20日）[57]
- 食と緑の町宣言（平成4年12月18日）[57]
- 写真文化首都宣言（平成26年3月6日）[57]